# La Roue du temps
Pour les articles homonymes, voir La Roue du temps.
La Roue du temps (titre original : The Wheel of Time) est une série de romans de fantasy écrits par l'écrivain américain Robert Jordan. Le premier volume est paru en 1990 chez l'éditeur Tor Books. L'auteur est décédé en 2007 sans avoir achevé la série, mais il a laissé assez de notes pour qu'un autre écrivain puisse terminer son œuvre. Brandon Sanderson a été choisi pour cette tâche et la série a été achevée en 2013. L'œuvre comprend quatorze volumes, dont trois écrits par Brandon Sanderson, ainsi qu'un roman préliminaire (« préquelle ») intitulé Nouveau Printemps.

## Univers
Le monde décrit par la série fait l'objet d'un volume annexe, The World of Robert Jordan's The Wheel of Time, œuvre de Robert Jordan et de Teresa Patterson.

## Résumé
Quatre jeunes villageois, Egwene, Rand, Mat et Perrin, se trouvent un jour arrachés à la vie paisible de leur village, dans la région reculée des Deux-Rivières et oubliée de l'Andor. Tout commence lorsque Moiraine, une Aes Sedai, arrive au village avec son Champion (ou Lige), al'Lan Mandragoran (Lan). C'est un évènement extraordinaire pour la petite communauté. Malheureusement, la nuit suivante, le village se fait attaquer par une armée de Trollocs (monstres issus des expériences du Réprouvé Aginor) qui semblent viser trois habitations en particulier : celles de Mat, de Perrin et de Rand. Guidés par Moiraine et son Champion et accompagnés par Thom Merrilin, le ménestrel, les trois jeunes gens fuient les Deux Rivières, tentant d'échapper aux créatures du Ténébreux. Dans leur fuite, Egwene, l'apprentie Sage-Dame (« sagesse »), les accompagne, car elle a vu le comportement suspect de Mat et de Perrin. Moiraine accepte Egwene sans problème, ayant décelé en elle une très grande capacité à œuvrer avec le Pouvoir unique. Nynaeve, la Sage-Dame du village, qui croit à une manipulation des Aes Sedai et qui a la ferme intention de ramener les jeunes héros chez eux, accepte finalement la vérité — que Moiraine tentait de lui expliquer — lorsqu'un Myrddraal s'introduit dans l'auberge de Baerlon ; elle est alors contrainte de les suivre contre son gré pour les protéger, mais aussi parce qu'elle dispose du même don qu'Egwene.
En partant de Baerlon, la poursuite les force à passer par Shadar Logoth, une ville qui fut corrompue par le mal pendant les guerres trolloques et dont une entité s'est emparée, qui déteste aussi bien les humains que les créatures du Ténébreux. Le moindre contact avec ce qui hante cette ville peut corrompre une âme à jamais. Mat, à la recherche de gloire et de richesses, y dérobe un poignard en or incrusté d'un rubis, que Mordeth (le seul survivant de Shadar Logoth, ancien conseiller du roi, qui a emmené la souillure) lui a proposé. Ce poignard corrompt Mat, qui tombe malade, alors que le groupe a été séparé en trois équipes devant se retrouver à Pont-Blanc ou Caemlyn. Mat se retrouve seul avec Rand, qui ne se doute pas du mal que Mat a contracté.
Au cours de leurs aventures, les trois jeunes garçons se découvrent chacun un pouvoir spécial. Ils apprennent aussi qu'ils sont Ta'veren, ce qui signifie que les fils du destin se tissent autour d'eux. Rand est le Ta'veren le plus puissant. Se trouver à proximité de Rand ou d'un autre Ta'veren, c'est ne plus être maître de sa destinée, car les fils du destin de chacun s'entremêlent avec ceux des Ta'veren.

## Livres
L'auteur s'est fixé douze volumes pour finir son œuvre. Cependant, en 2006, Robert Jordan a découvert qu'il était atteint d'amylose, réduisant son espérance de vie, au mieux, à quelques années. Son décès le 16 septembre 2007 pouvait compromettre la parution de la fin de La Roue du temps. Néanmoins sa famille a annoncé qu'il avait laissé suffisamment de notes et d'informations sur le déroulement de l'histoire pour permettre la publication de ce dernier tome, celui-ci sera écrit par Brandon Sanderson. Le découpage du dernier livre en trois volumes s'explique par sa longueur. En effet, Brandon Sanderson estime à environ 800 000 mots le douzième livre. La Roue du temps totalise ainsi quatorze volumes dans son édition originale.

### Traduction et publication en France
En France la publication de La Roue du temps a débuté en 1995. Elle a connu un cheminement chaotique puisque trois éditeurs se sont succédé avec trois traductions différentes. Le tome 14 est paru chez Bragelonne en 2022.
- La première édition française est publiée par Rivages dans la collection Fantasy et traduite par Arlette Rosenblum. Elle correspond aux six premiers livres de l'édition originale, mais chaque volume est découpé en deux tomes. Cette édition compte douze tomes et s'est brusquement arrêtée en 2005 en même temps que la collection Fantasy de l'éditeur[4].

- La seconde édition est publiée par Fleuve noir, dont la société-mère détenait déjà les droits pour l'édition poche[4], et traduite par Simone Hilling. L'éditeur a repris la saga là ou elle s'était arrêtée chez Rivages, avec la même tomaison et en découpant chaque volume en deux tomes. L'édition correspond aux volumes sept à onze de l'édition originale. Elle compte dix tomes, elle débute avec le tome treize et se termine avec le tome vingt-deux. Cette édition fut critiquée sur la qualité de sa traduction, notamment sur quelques grossières erreurs de traduction du livre sept qui créaient des incohérences avec la traduction précédente[5].

Avec ces deux éditions, la saga de La Roue du temps totalise vingt-deux tomes correspondant aux onze premiers volumes de l’œuvre originale. Pocket a réédité en poche chacun de ces tomes deux ans après leur sortie en grand format. La série a également été rééditée par France Loisirs.
À la mort de l'auteur, son épouse, Hariett McDougal, a commandé un audit de la traduction française pour comprendre pourquoi l’œuvre de son mari n'avait pas en France le succès qu'elle connaissait dans la plupart des autres pays. La ligne éditoriale chaotique qu'a suivie la saga explique son succès mitigé. Elle a donc décidé de changer d'éditeur pour redorer l’œuvre.
- La troisième édition française est publiée par Bragelonne et traduite par Jean-Claude Mallé[6]. Cette édition reprend la saga à partir du début. Chaque livre est publié en un seul volume et avec une nouvelle traduction. Une version numérique est également publiée. En outre l'éditeur publie la préquelle, Nouveau Printemps, jusqu'alors inédite en français. Les quatre premiers volumes sont parus en 2012 puis les quatre suivants à raison d'un tome par an dès 2013. À cause des problèmes de droits la parution du neuvième tome n'a eu lieu qu'en 2018 alors que les dixième et onzième ne sortent qu'en 2020 et 2021[7].

### Série la Roue du temps
| N° | Édition originale      | Édition originale | N° | Éditions Rivages et Fleuve noir | Éditions Rivages et Fleuve noir | N° | Édition Bragelonne Grand format | Édition Bragelonne Grand format | N° | Édition Bragelonne Poche                     | Édition Bragelonne Poche |
| -- | ---------------------- | ----------------- | -- | ------------------------------- | ------------------------------- | -- | ------------------------------- | ------------------------------- | -- | -------------------------------------------- | ------------------------ |
| 0  | New Spring             | 2004              |    |                                 |                                 | 0  | Nouveau Printemps               | 2012                            | 0  | Nouveau Printemps                            | 2021                     |
| 1  | The Eye of the World   | 1990              | 1  | La Roue du temps                | 1995                            | 1  | L'Œil du monde                  | 2012                            | 1  | L'Œil du monde – Première partie             | 2018                     |
| 1  | The Eye of the World   | 1990              | 2  | L'Œil du monde                  | 1995                            | 1  | L'Œil du monde                  | 2012                            | 2  | L'Œil du monde – Deuxième partie             | 2018                     |
| 2  | The Great Hunt         | 1990              | 3  | Le Cor de Valère                | 1996                            | 2  | La Grande Quête                 | 2012                            | 3  | La Grande Quête – Première partie            | 2019                     |
| 2  | The Great Hunt         | 1990              | 4  | La Bannière du dragon           | 1997                            | 2  | La Grande Quête                 | 2012                            | 4  | La Grande Quête – Deuxième partie            | 2019                     |
| 3  | The Dragon Reborn      | 1991              | 5  | Le Dragon réincarné             | 1998                            | 3  | Le Dragon réincarné             | 2012                            | 5  | Le Dragon réincarné – Première partie        | 2019                     |
| 3  | The Dragon Reborn      | 1991              | 6  | Le Jeu des ténèbres             | 1999                            | 3  | Le Dragon réincarné             | 2012                            | 6  | Le Dragon réincarné – Deuxième partie        | 2019                     |
| 4  | The Shadow Rising      | 1992              | 7  | La Montée des orages            | 2000                            | 4  | Un lever de ténèbres            | 2012                            | 7  | Un lever de ténèbres – Première partie       | 2019                     |
| 4  | The Shadow Rising      | 1992              | 8  | Tourmentes                      | 2000                            | 4  | Un lever de ténèbres            | 2012                            | 8  | Un lever de ténèbres – Deuxième partie       | 2019                     |
| 5  | The Fires of Heaven    | 1993              | 9  | Étincelles                      | 2001                            | 5  | Les Feux du ciel                | 2013                            | 9  | Les Feux du ciel – Première partie           | 2020                     |
| 5  | The Fires of Heaven    | 1993              | 10 | Les Feux du ciel                | 2002                            | 5  | Les Feux du ciel                | 2013                            | 10 | Les Feux du ciel – Deuxième partie           | 2020                     |
| 6  | Lord of Chaos          | 1994              | 11 | Le Seigneur du chaos            | 2003                            | 6  | Le Seigneur du chaos            | 2014                            | 11 | Le Seigneur du chaos – Première partie       | 2020                     |
| 6  | Lord of Chaos          | 1994              | 12 | L'Illusion fatale               | 2004                            | 6  | Le Seigneur du chaos            | 2014                            | 12 | Le Seigneur du chaos – Deuxième partie       | 2020                     |
| 7  | A Crown of Swords      | 1996              | 13 | Une couronne d'épées            | 2007                            | 7  | Une couronne d'épées            | 2015                            | 13 | Une couronne d'épées – Première partie       | 2020                     |
| 7  | A Crown of Swords      | 1996              | 14 | Les Lances de feu               | 2007                            | 7  | Une couronne d'épées            | 2015                            | 14 | Une couronne d'épées – Deuxième partie       | 2020                     |
| 8  | The Path of Daggers    | 1998              | 15 | Le Sentier des dagues           | 2008                            | 8  | Le Chemin des dagues            | 2016                            | 15 | Le Chemin des dagues – Première partie       | 2021                     |
| 8  | The Path of Daggers    | 1998              | 16 | Alliances                       | 2008                            | 8  | Le Chemin des dagues            | 2016                            | 16 | Le Chemin des dagues – Deuxième partie       | 2021                     |
| 9  | Winter's Heart         | 2000              | 17 | Le Cœur de l'hiver              | 2009                            | 9  | Le Cœur de l'hiver              | 2018                            | 17 | Le Cœur de l'hiver – Première partie         | 2021                     |
| 9  | Winter's Heart         | 2000              | 18 | Perfidie                        | 2009                            | 9  | Le Cœur de l'hiver              | 2018                            | 18 | Le Cœur de l'hiver – Deuxième partie         | 2021                     |
| 10 | Crossroads of Twilight | 2003              | 19 | Le Carrefour des ombres         | 2010                            | 10 | Le Carrefour du crépuscule      | 2020                            | 19 | Le Carrefour du crépuscule – Première partie | 2021                     |
| 10 | Crossroads of Twilight | 2003              | 20 | Secrets                         | 2010                            | 10 | Le Carrefour du crépuscule      | 2020                            | 20 | Le Carrefour du crépuscule – Deuxième partie | 2021                     |
| 11 | Knife of Dreams        | 2005              | 21 | Le Poignard des rêves           | 2010                            | 11 | Le Poignard des rêves           | 2021                            | 21 | Le Poignard des rêves – Première partie      | 2022                     |
| 11 | Knife of Dreams        | 2005              | 22 | Le Prince des corbeaux          | 2010                            | 11 | Le Poignard des rêves           | 2021                            | 22 | Le Poignard des rêves – Deuxième partie      | 2022                     |
| 12 | The Gathering Storm    | 2009              |    |                                 |                                 | 12 | La Tempête imminente            | 2021                            | 23 | La Tempête imminente – Première partie       | 2023                     |
| 12 | The Gathering Storm    | 2009              |    |                                 |                                 | 12 | La Tempête imminente            | 2021                            | 24 | La Tempête imminente – Deuxième partie       | 2023                     |
| 13 | Towers of Midnight     | 2010              |    |                                 |                                 | 13 | Les Tours de Minuit             | 2022                            | 25 | Les Tours de Minuit – Première partie        | 2024                     |
| 13 | Towers of Midnight     | 2010              |    |                                 |                                 | 13 | Les Tours de Minuit             | 2022                            | 26 | Les Tours de Minuit – Deuxième partie        | 2024                     |
| 14 | A Memory of Light      | 2013              |    |                                 |                                 | 14 | Un souvenir de lumière          | 2022                            | 27 | Un souvenir de lumière – Première partie     | 2024                     |
| 14 | A Memory of Light      | 2013              |    |                                 |                                 | 14 | Un souvenir de lumière          | 2022                            | 28 | Un souvenir de lumière – Deuxième partie     | 2024                     |

### Livres sur le monde deLa Roue du temps
Un guide sur le monde de La Roue du temps a également été publié en 1997 par Tor Books. The World of Robert Jordan's the Wheel of Time a été écrit par Teresa Patterson avec la collaboration de Robert Jordan. Ce guide n'a pas été traduit en français.
Un second guide a été publié en 2015 par Tor Books. The Wheel of Time Companion a été écrit par Harriet McDougal, l'épouse de l'auteur, et Alan Romanczuk et Maria Simons, les assistants d'éditions de l'auteur, en utilisant les notes de Robert Jordan qui est crédité comme co-auteur. Ce guide paru après la fin de la série est plus complet et plus proche du canon que le premier guide. Il n'a pas été traduit en français.

### Livres dérivés
Les éditions Bragelonne ont publié en 2022 La Roue du Temps : La carte de l'univers écrit par Alexia Cadou et illustré par Didier Graffet,. Ce livre de recueil de cartes fait partie de la collection Cartographie de l'imaginaire de la maison d'édition. Cette collection doit permettre aux lecteurs de visualiser les lieux décrits dans les romans, de mieux comprendre les enjeux géopolitiques et de s'immerger dans l'univers de l'auteur.
Les éditions Tor Books ont publié en 2022 Origins of The Wheel of Time écrit par Michael Livingston avec une préface d'Harriet McDougal. Ce livre comporte notamment une nouvelle carte par Ellisa Mitchell et un extrait de brouillon de L'Œil du monde. L'auteur a puisé son inspiration dans les interviews de Robert Jordan ainsi que ses notes. Michael Livingston évoque les mythes et légendes de notre monde qui ont inspiré Robert Jordan dans la création de l'univers de la Roue du temps.

## Produits dérivés
D'une part, de nombreux objets décrits dans les livres (armes, bijoux, vêtements) ont donné lieu à des répliques vendues aux fans.
D'autre part, la licence officielle de La Roue du temps a donné lieu à :
- Un jeu carte à collectionner (1999–2000)
  - Premier : 300 cartes
  - Dark Prophecies : 150 cartes + 1 due à une erreur d'impression.
  - Children of the Dragon : 154 cartes
  - Cycles : 4 cartes, un set de 4 cartes fixes donnant des héros de départ alternatifs.
- Un jeu vidéo (1999), du même nom, de type FPS basé sur le moteur graphique d'Unreal où l'on incarne une Aes Sedai douée pour l'utilisation des Ter'angreal qui doit empêcher les serviteurs du Ténébreux de récupérer les sceaux qui le retiennent prisonnier.
- Un calendrier (2000) dont chaque mois est accompagné d'une des illustrations de Darrell K. Sweet utilisées à l'origine pour illustrer la version américaine de la série La Roue du temps.
- Un CD audio (2001) contenant à la fois des compositions originales mais aussi des reprises des thèmes du jeu vidéo.
- Un jeu de rôle (2001) qui utilise le système D20 et permet d'incarner des personnes dans l'univers de La Roue du temps juste avant les événements de Dumai's Wells.
  - Wheel of Time : Roleplaying Game
  - The Wheel of Time : Prophecies of the Dragon
- Une série TV (2021–) sur Amazon Prime, annulée après la diffusion de la 3ème saison[12].

### Bandes dessinées
Dynamite Entertainment adapte le roman New Spring sous forme d'une série de comics. Les 8 volumes paraissent entre 2005 et 2010. Ils sont écrits par Chuck Dixon et illustrés par Mike Miller et Harvey Tolibao. Les premiers volumes sont parus avant la mort de Robert Jordan qui a participé à l'adaptation de son œuvre.
Tor Books compile en 2011 la série de comics New Spring dans un roman graphique. Cette compilation comprend également des éléments inédits tels que la correspondance entre Robert Jordan et Chuck Dixon, des pages de scenario ou des dessins.
Dynamite Entertainment adapte ensuite le roman The Eye of the World sous la forme d'une série de comics en 35 volumes publiés mensuellement entre 2010 et 2013. Ils sont écrits par Chuck Dixon et illustrés par Chase Conley, Andie Tong, Marcio Fiorito et Francis Nuguit.
Tor Books publie entre 2011 et 2015 une série de romans graphiques en 6 tomes tirés du roman The Eye of the World. Ces romans graphiques sont les compilations des 35 volumes du comic de Dynamite Entertainment. Une nouvelle édition parait en 2023, après la diffusion de la série télévisée La Roue du temps.
À la suite du succès de la série télévisée, Dynamite Entertainment adapte le roman The Great Hunt dans une nouvelle série de comics. Les comics sont écrits par Rik Hoskin et illustrés par Marcio Abreu. Ils sont publiés mensuellement depuis novembre 2023.
Un roman graphique tiré du roman The Great Hunt est à paraitre le 11 mai 2024 aux éditions Tor Books. Le tome 1 doit reprendre les 8 premiers volumes de la série de comics de Dynamite Entertainment.
Aucune de ces bande-dessinées n'a été traduite en français.